# Is-sur-Tille
 Is-sur-Tille  là một xã ở tỉnh Côte-d'Or trong vùng Bourgogne-Franche-Comté, phía đông nước Pháp. Xã Is-sur-Tille nằm ở khu vực có độ cao trung bình 284 mét trên mực nước biển.